# Hans Brandner
Pour les articles homonymes, voir Brandner.
Hans Brandner, né le 19 février 1949 à Berchtesgaden, est un lugeur ouest-allemand se consacrant exclusivement au double.

## Carrière
Aux Jeux olympiques d'hiver de 1976 organisés à Innsbruck en Autriche, Hans Brandner remporte la médaille d'argent de luge en double avec Balthasar Schwarm derrière la paire es-allemande Rinn / Hahn. En 1979, aux Championnats du monde à Königssee, il remporte l'or devant les Allemands de l'Est, il a obtenu également le bronze. Il est aussi champion d'Europe en 1977, médaillé d'argent en 1972 et deux fois médaillé de bronze au niveau continental.